# Aleksandra Marínina
Alexandra Marinina pseudónimo de Alekseyeva Marina Anatolyevna (russo: Алекса́ндра Мари́нина; Lviv, 16 de julho de 1957) é uma escritora nascida na Ucrânia com cidadania russa, de história de detetives de grande sucesso.

## Biografia
Alekseyeva nasceu em Lviv (Leópolis) na Ucrânia e morou em Leningrado (atual São Petersburgo) até 1971 e vive em Moscou desde então. Ela se formou em direito pela Universidade Estadual de Moscou em 1979.

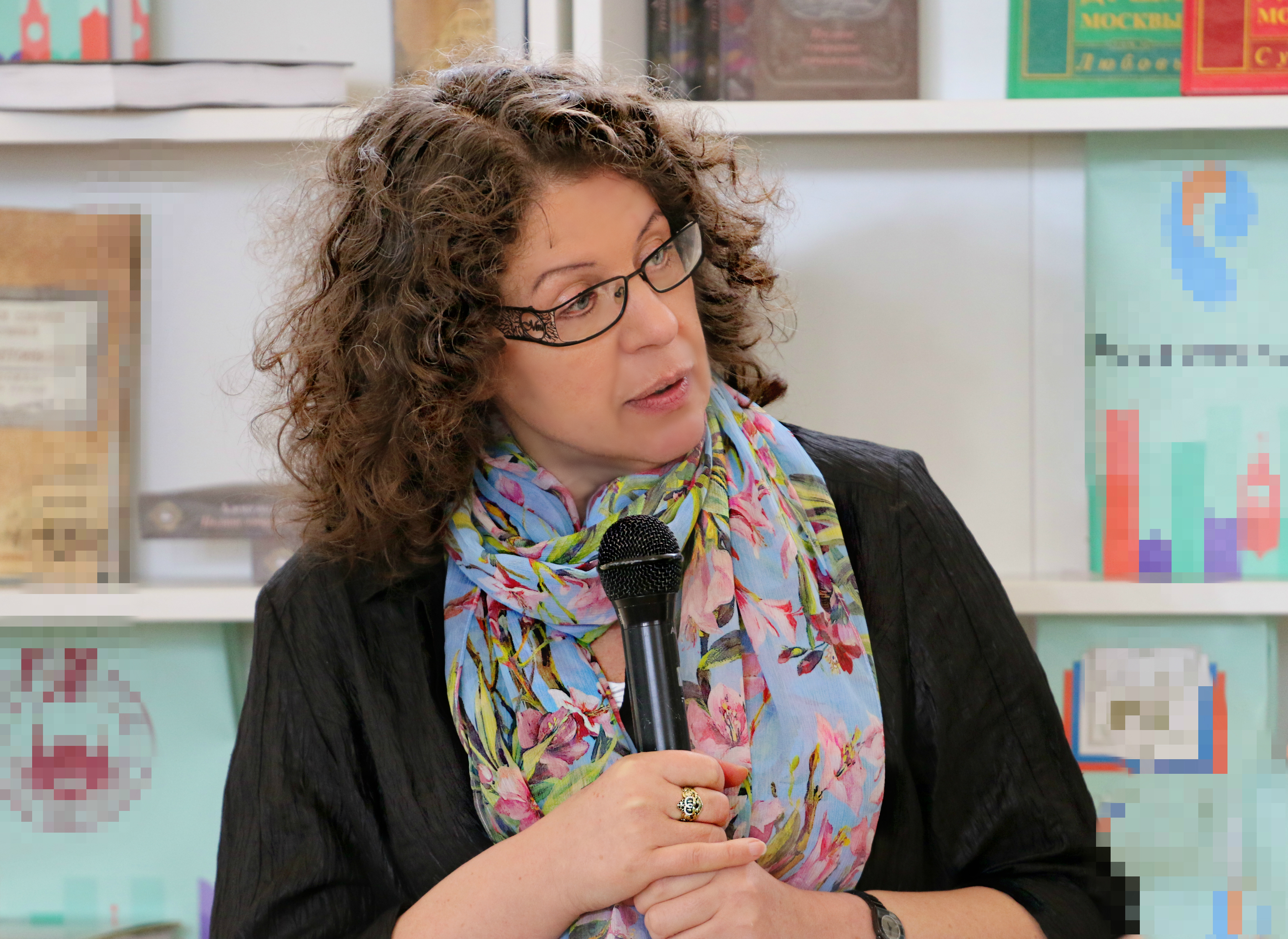
Alexandra Marinina

O pai dela foi inspetor na Polícia de Leningrado (atual São Petersburgo) e a mãe é uma reputada jurista. Marínina, seguindo a tradição familiar, formou-se em Direito, e durante anos fez investigação em criminologia e estatística. Publicou dezenas de artigos em revistas especializadas. Desde 1998, o ano em que se internacionalizou, os seus livros policiais foram traduzidos em muitos países, assim decidiu dedicar-se inteiramente aos livros.
Durante 10 anos (1979 - 1989) ela trabalhou na polícia soviética como especialista em criminologia.

## Literatura
Sua série de livros bem conhecida, apresenta a personagem da inspetora criminal Anastasia Kamenskaya, e possui 32 livros, escritos de 1993 até 2015.

## Obras

### NoBrasil.
- A Face Radiante da Morte (Geração, 2003)

### EmPortugal
- O Dono da Cidade (Editorial Presença, 1999)
- Sonho Roubado (Editorial Presença, 2002)
- No Segredo dos Mortos (Editorial Presença, 2004)
- Os Últimos Morrem Primeiro (Editorial Presença, 2004)